# Calophasia signata
Calophasia signata là một loài bướm đêm trong họ Noctuidae.